# Mares
Mares var en svensk indiepopgrupp som bildades i Uppsala år 2014. Medlemmar var Fredrik Danfors (sång), Michael Dahnberg (piano), Fredrik Nilsson (bas), Albin Egrelius Fredlund (gitarr) och Olof  Wärend Rylander (trummor), samtliga födda 1997. De slog igenom 2015 med låten "Allt du gör och att du finns", som i maj 2024 hade över 41 miljoner spelningar på Spotify och vars lyssnarantal genast ökade så snabbt att Spotify felaktigt trodde siffrorna tekniskt manipulerats.
Till andra uppmärksammade låtar hör "Cyklar ni så springer jag", "Höga klackar", "95", "Penseldrag", "Sunnanvind" och "Sjutton"; den sistnämnda en replik på Veronica Maggios låt "17 år". Minst sju av Mares låtar har nått guld- eller platinastatus. Bandet har även nominerats till Årets genombrott på Rockbjörnen och utsetts till Framtidens artist av Sveriges Radio P3.

## Historik

### 2014–2015: Bildande och tidiga låtar
Bandet bildades under gymnasietiden på Rosendalsgymnasiet i Uppsala och skrev 2014 låten Allt du gör och att du finns som spelades in i Katarinaskolans musiksal. Låten släpptes först på Soundcloud och senare på Spotify där den fick många lyssningar samt sålde platina.  Uppföljningssinglarna “Höga klackar” och “Cyklar ni så springer jag” som släptes ett år efter debuten och har båda sålt guld.

### 2015–2017: Tidiga framgångar och managementkontrakt
Efter framgången med debutsingeln skrev bandet kontrakt med Hybris, ett mindre indiebolag i Stockholm. År 2017 tog de studenten och skaffade managern, Anton Jansson, samt agenten Lina Petterson från Live Nation. Med deras stöd började bandet bygga upp ett större följe genom egna videoproduktioner och fler livespelningar.

### 2018:Rock’n’Roll Will Never Dieoch turné
År 2018 spelade bandet in EP:n Rock’n’Roll Will Never Die med producenten Johan Eckeborn. Under våren och sommaren genomförde de sin första stora turné med ett fyrtiotal spelningar, bland annat på Gröna Lunds Lilla scen.

### 2019:Sunnanvindoch kommersiell framgång
Debutalbumet Sunnanvind släpptes 2019 och blev direkt albumetta vecka 12. Titelspåret och sommarlåten "Sunnanvind" kom in på Svensktoppen i maj 2019. Sommaren 2019 turnerade Mares i Sverige, däribland på den internationella festivalen Lollapalooza i Stockholm och Brännbollsyran i Umeå. 2019 blev bandet också nominerat till "Årets låt" och "Årets pop" i P3 Guld. Titelspåret blev dessutom en av årets mest spelade låtar i P3.

### 2020–2021: Pandemi och egenproduktion
2020 släppte bandet singlarna "En sista minut" och "Rosenkrans". På grund av covid-19-pandemin ställdes alla planerade turnéer in, och delar av produktionen skedde på distans. Mares blev även nominerade till ”Årets låt” på Grammisgalan 2020. I november 2021 släppte bandet singeln "Misstag i Moskva".

### 2022:Svanesångoch avskedsturné
I januari 2022 släpptes singeln "Pappersvingar" och senare samma år gick bandet ut med att "Notre-Dame" skulle bli deras sista singel och ”Svanesång” deras sista album. Turnén flyttades fram till sommaren och besökte 14 platser i Sverige. Sin första spelning på tre år gjorde man den 29 april på Snerikes nation i Uppsala. Turnén avslutades i september med tre spelningar på Parksnäckan.

## Medlemmar

### Senaste medlemmar
- Fredrik Danfors – gitarr, sång (2014–2022)
- Michael Dahnberg – klaviatur (2014–2022)
- Fredrik Nilsson – basgitarr (2014–2022)
- Albin Egrelius Fredlund – gitarr (2014–2022)
- Olof "Olle" Wärend Rylander – trummor (2014–2022)

### Turnerande medlemmar
- Jakob Forslund – slagverk, klaviatur, bongotrummor, sång (2017–2022)

## Diskografi

### Singlar
- 2015 – Allt du gör och att du finns
- 2016 – Höga klackar
- 2016 – Cyklar ni så springer jag
- 2017 – Nattens sista dans
- 2017 – Freddie
- 2017 – 95
- 2018 – Sjutton
- 2019 – Penseldrag
- 2019 – Stråkorkester
- 2019 – Sunnanvind
- 2020 – En sista minut
- 2020 – Rosenkrans
- 2021 – Misstag i Moskva[17]
- 2022 – Pappersvingar
- 2022 – Notre-Dame
- 2024 - Bröllopsvals

### EP
- 2018 – Rock'n'Roll Will Never Die (EP)

### Album
- 2019 – Sunnanvind
- 2022 – Svanesång